# کامل حبری
کامل حبری (انگلیسی: Kamel Hebri)  بازیکن هندبال اهل الجزایر بود.